# Oplometa cornuta
Oplometa cornuta är en fjärilsart som beskrevs av Aurivillius 1894. Oplometa cornuta ingår i släktet Oplometa och familjen ädelspinnare. Inga underarter finns listade i Catalogue of Life.